# Flegias
Flegias (także Flegyas; gr. Φλεγύας Phlegýas, łac. Phlegyas) – w mitologii greckiej heros, król Lapitów, eponim Flegijczyków (Flegyowie).
Uchodził za syna Aresa i Dotis (lub Chryse). Był ojcem Iksjona i Koronis, uwiedzionej przez Apollina. Chcąc zemścić się za hańbę córki, podpalił świątynię Apollina w Delfach.